# Ferdinando Camon
Ferdinando Camon, född 14 november 1935 i Montagnana, är en italiensk författare. Camon har givit ut ett tiotal böcker, flera av dem prisbelönade. På svenska finns hans Samtal med Primo Levi (Bokförlaget Faethon 2017). Camons samtal med förintelseöverlevaren Primo Levi fördes under Levis sista levnadsår och rör frågor om livet efter koncentrationslägren, Israels grundande, dagens Tyskland, skrivandet och  vittneslitteraturen.